# Георги Янински
Георги Янински или Георги Гревенски (на гръцки: Άγιος Γεώργιος, ο εκ Γρεβενών, Άγιος Γεώργιος ο εν Ιωαννίνοις) е гръцки светец, новомъченик от XIX век.

## Биография
Георги е роден в южномакедонското гревенско село Чурхли. На 12 – 13-годишна възраст е отвлечен от османски войници в Янина, където го смятат за мюсюлманин и му дават името Хасан. В 1836 година се жени за Елени от Янина и им се ражда дете Йоанис. Когато разбира за това, ходжата на махалата му го обвинява, че е изоставил исляма и той е арестуван. Предложено му е да приеме исляма, но Георги отказва и след многодневни изтезания е обесен на 17 януари 1838 година в Янина. Тялото му виси три дни на бесилката, след което християнската община получава право да го погребе. Култът към Георги Янински е разпространен в Западна Македония и Епир. Родното му село в 1927 година е прекръстено на Агиос Георгиос, в превод Свети Георги.
- Стенопис на Данаил Щиплията от „Свети Архангел Михаил“ в Копиловци, 1876 г.
- Икона от България
- Икона от с. Куманичево
- Икона от 1890 г., Аврам Дичов
- Икона от 1839 г., Лом
- Стенопис от 1884 г. от с. Богородица